# Tim Long
Tim Long (* 14. června 1969 Brandon) je americký scenárista. Je autorem scénářů pro seriály Simpsonovi, Politically Incorrect, Spy magazine a Noční show Davida Lettermana, je také poradcem producentů Simpsonových a do 20. řady byl uváděn jako výkonný producent tohoto seriálu. Jeho práce se objevily také v The New York Times a The New Yorker. Napsal rovněž epizodu Mr Roboto pro seriál YTV Mr. Young a byl konzultantem při psaní Simpsonových ve filmu.
Navštěvoval South Huron District High School v Exeteru v kanadském Ontariu. Vystudoval na Torontské univerzitě obor anglická literatura a pokračoval v postgraduálním studiu angličtiny na Kolumbijské univerzitě. Byl stážistou v časopise Spy pod vedením E. Graydona Cartera, než nastoupil do štábu Noční show Davida Lettermana, kde psal tři roky, z toho jeden rok jako hlavní autor. V roce 2008 Long vyvinul a napsal film pro televizní stanici Showtime s názvem Kevin and the Chart of Destiny. Získal 5 cen Emmy a na dalších 8 byl nominován.

## Scenáristická filmografieSimpsonových
10. řada
- Simpsonovské biblické příběhy (s Mattem Selmanem a Larrym Doylem)

11. řada
- Speciální čarodějnický díl (část Ztracená Xena)
- Bart v sedle
- Cena smíchu (s Georgem Meyerem, Mattem Selmanem a Mikem Scullym)

12. řada
- Skinnerova zkouška sněhem
- Nová chlapecká kapela

13. řada
- Napůl slušný návrh

14. řada
- Bart versus Líza versus 3. A
- Zabrzděte moji ženu

16. řada
- Kamarádky na život a na smrt
- Homerův a Nedův poslední výkop
- Mobilní Homer

17. řada
- Million Dollar Abie

18. řada
- Jak si Kent pustil pusu na špacír

20. řada
- Homer a Líza ve při

21. řada
- Ďábel nenosí Pradu

22. řada
- Muzikál ze základní
- Bartball

23. řada
- Bartův nový hrdina
- Vočko na hadry
- Líza a Lady Gaga

24. řada
- Řeka slz
- Strasti lásky

25. řada
- Školní lavice a pravice
- Můj muž je Komiksák

26. řada
- Šikanátor

29. řada
- Šíleně smutná Líza (s Mirandou Thompsonovou)
- Ha Ha Land (s Mirandou Thompsonovou)

30. řada
- Útěk z Kanady (s Mirandou Thompsonovou)

31. řada
- Todde, Todde, proč jsi mě opustil? (s Mirandou Thompsonovou)

32. řada
- Panika v ulicích Springfieldu

33. řada
- Píseň chudoby